# Dance, Dance (The Mexican)
A Dance, Dance (The Mexican) Thalía mexikói énekesnő negyedik kislemeze kilencedik, Thalía című stúdióalbumáról. A dal a The Mexican 2002 című albumváltozat Hex Hector-remixe, amely Európában és az USA-ban is sikeres volt.
Szerzői Thalía, Cory Rooney, JC Oliver és S. Barnes, producere Poke y Tone és Cory Rooney. A zenei alap dallama a brit Babe Ruth együttes The Mexican című dalából való, amelyet Alan Shacklock írt.
A spanyol nyelvű változatban Marc Anthony is énekel a refrénben. Thalía és Marc abban az időben vették fel új albumukat Cory Rooneyval, Rooney pedig egy nap megmutatta Anthonynak a készülő, The Mexican 2002 című dalt. Anthonynak tetszett, és megkérte Rooneyt, hogy énekelhessen rajta ő is, és lepjék meg vele Thalíát. Végül a remixváltozatot adták ki hivatalos kislemezként, amely 6. helyet ért el a Billboard Hot Dance Club Play slágerlistán.

## Dallista
12" kislemez (USA; 2002)
1. Dance, Dance (The Mexican) (Hex Hector/Mac Quayle Club Vocal Up Mix)
2. Dance, Dance (The Mexican) (Ricky Crespo Dance Radio Edit)
3. Dance, Dance (The Mexican) (Hex Hector/Mac Quayle Dub Mix)
4. Dance, Dance (The Mexican) (Alterboy Remix)

## Hivatalos remixek, változatok
1. Dance, Dance (The Mexican) (Hex Hector/Mac Quayle Club Vocal Up Mix)
2. Dance, Dance (The Mexican) (Hex Hector/Mac Quayle Dub Mix)
3. Dance, Dance (The Mexican) (Hex Hector/Mac Quayle Radio Remix)
4. Dance, Dance (The Mexican) (Ricky Crespo Dance Radio Edit)
5. Dance, Dance (The Mexican) (Alterboy Remix)
6. Dance, Dance (The Mexican) (spanyol változat, feat. Marc Anthony)
7. Dance, Dance (The Mexican) (Hex Hector/Mac Quayle Radio Remix – spanyol változat, feat. Marc Anthony)